# Народный поэт Азербайджана
«Народный поэт Азербайджана» (азерб. Xalq şairi) — почётное звание Азербайджанской Республики, присваиваемое за особые заслуги в развитии азербайджанской поэзии.

## Присвоение
Президент Азербайджанской Республики присваивает почетное звание по личной инициативе, а также по предложению Национального Собрания и Кабинета Министров.
Почетное звание присваивается только гражданам Азербайджанской Республики. Согласно указу почетное звание «Народный писатель Азербайджана» не может быть повторно присвоено одному и тому же лицу.
Удостоенное почетного звания лицо может быть лишено почетного звания в случае:
1. осуждении за тяжкое преступление;
2. совершения проступка, запятнавшего почетное звание

## Указ об учреждении
Почетное звание «Народный поэт Азербайджана» было учреждено указом Президента Азербайджанской Республики от 22 мая 1998 года наряду с некоторыми другими званиями:

## Описание
Лица, удостоенные почетного звания «Народный поэт Азербайджана» Азербайджанской Республики также получают удостоверение и нагрудный знак почетного звания Азербайджанской Республики. Нагрудной знак почетного звания должен носиться на правой стороне груди.